# 데니스 홋프리드
데니스 루돌포비치 홋프리드(우크라이나어: Дени́с Рудо́льфович Готфрід, 1975년 2월 5일~)는 우크라이나의 전직 역도 선수이다. 1996년 하계 올림픽에서 퍼스트헤비급 동메달을 획득했으며 세계 선수권 대회에서 금메달 2개, 동메달 2개, 유럽 선수권 대회에서 금메달 2개와 은메달 2개를 획득했다.

## 개인사
홋프리드는 삼보 선수인 스비틀라나 리샨스카와 결혼했으나 이혼했고 이후 역도 선수인 아나스타시야 로마노바와 결혼했다.